# Neochalcissia magniscapus
Neochalcissia magniscapus är en stekelart som beskrevs av Girault 1920. Neochalcissia magniscapus ingår i släktet Neochalcissia och familjen puppglanssteklar. Inga underarter finns listade i Catalogue of Life.